# منتخب إثيوبيا لكرة السلة
منتخب إثيوبيا لكرة السلة هو ممثل إثيوبيا الرسمي في المنافسات الدولية في كرة السلة. ينتمي إلى منطقة الاتحاد الأفريقي لكرة السلة. انضم إلى الاتحاد الدولي لكرة السلة في عام 1949.

## البطولات التي شارك فيها
- بطولة أفريقيا لكرة السلة